# Sorbs
Sorbs (okzitanisch Sòrbs) ist eine französische Gemeinde mit 39 Einwohnern (Stand: 1. Januar 2022) im Département Hérault in der Region Okzitanien (vor 2016 Languedoc-Roussillon). Sie gehört zum Arrondissement Lodève sowie zum Kanton Lodève. Die Einwohner werden Sorbiens genannt.

## Geographie
Die Gemeinde Sorbs liegt etwa 25 Kilometer nordnordwestlich von Lodève. Im Norden der Gemeinde markiert die teils unterirdisch verlaufende Virenque den Grenzverlauf zum Département Gard. Die Gemeinde grenzt im Norden an Campestre-et-Luc, im Osten an Vissec, im Süden an Saint-Michel und im Westen an Le Cros.

## Bevölkerungsentwicklung
| Jahr                       | 1962 | 1968 | 1975 | 1982 | 1990 | 1999 | 2010 | 2020 |
| Einwohner                  | 61   | 46   | 42   | 39   | 39   | 52   | 38   | 39   |
| Quellen: Cassini und INSEE |      |      |      |      |      |      |      |      |

## Sehenswürdigkeiten
- Kirche Saint-Jean-Baptiste von 1830
- Kapelle von Latude aus dem 16. Jahrhundert
- Schloss von Latude aus dem 16. Jahrhundert

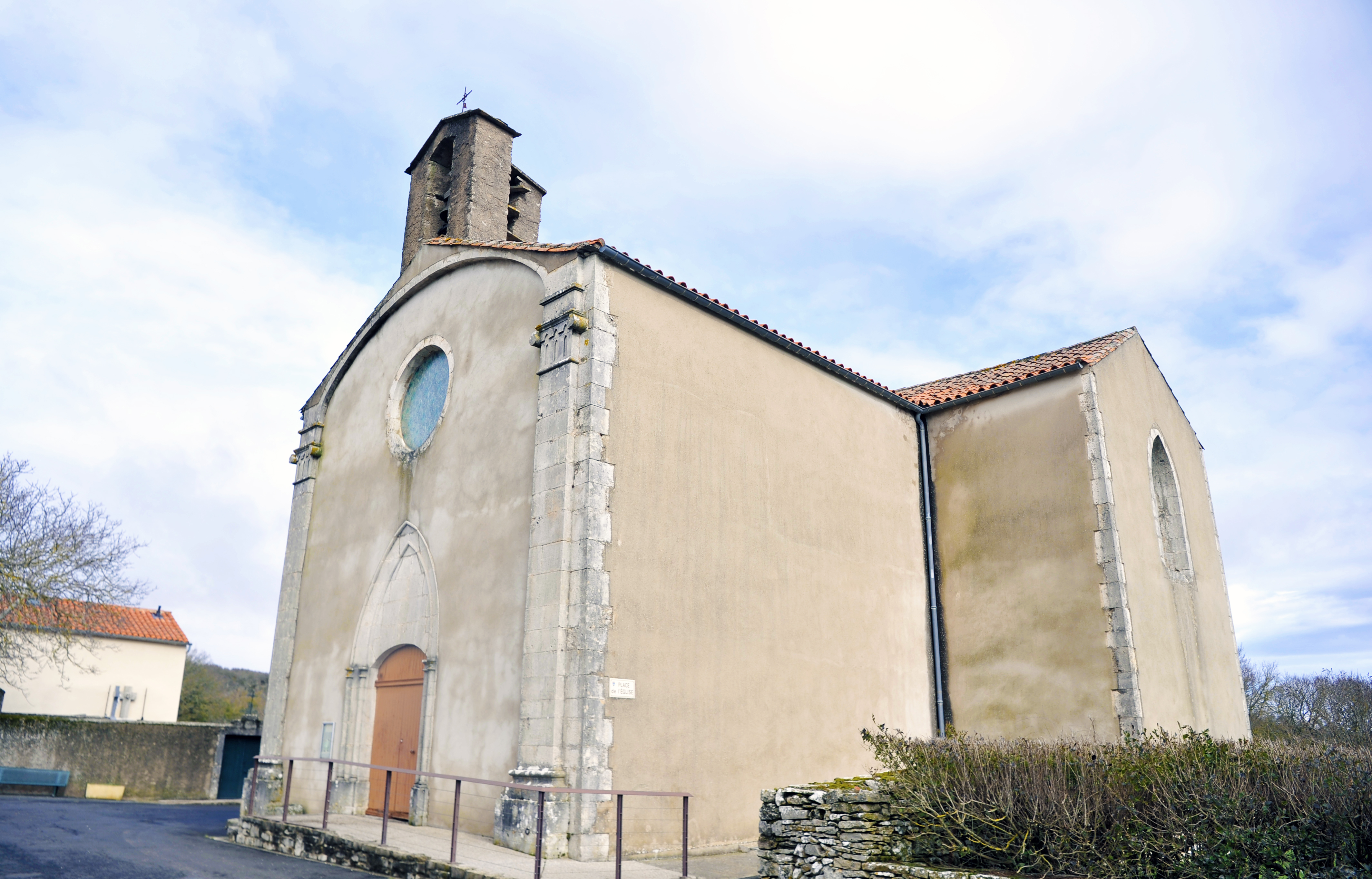
Kirche Saint-Jean-Baptiste